# Уолкотт, Грегори
Грегори Уолкотт (англ. Gregory Walcott; 13 января 1928, Уэнделл, Северная Каролина, США – 20 марта 2015, Канога Парк, Лос-Анджелес, Калифорния) – американский актёр.

## Биография и карьера
Бернард Уэсдон Мэттокс родился 13 января 1928 в городе Уэнделл в Северной Каролине. Поступил в армию после окончания Второй Мировой Войны.
После ухода из армии стал работать в театрах на Восточном Побережье, где на него обратили внимание агенты по талантам. В 1952 он дебютирует на широком экране в фильме «Красное небо Монтаны» под псевдонимом Грегори Уолкотт. Затем он снимается в эпизодических ролях в нескольких фильмах и получает роль заместителя шерифа Джесса Фоули в «Техасской Леди» (его персонаж был влюблён в героиню Клодетт Кольбер).
На одной из голливудских вечеринок, актриса и певица Дейл Эванс познакомила Уолкотта с его будущей женой Барбарой Мэй Уоткинс. 3 октября 1955 они поженились.
В 1956 попал на съёмки фильма Эдварда Вуда «План 9 из открытого космоса» и получил главную роль – пилота Джеффа Трента, который сражается с инопланетянами. Премьера фильма состоялась в 1959 (спустя три года после съёмок) в маленьком кинотеатре в Лос-Анджелесе. Несмотря на то, что фильм был раскритикован, он находится в общественном достоянии США.
В 1961 снялся в одной из центральных ролей в байопике «Аутсайдер».
В 70-х снимается во второстепенных отрицательных ролях в нескольких фильмах с Клинтом Иствудом – «Джо Кидд» (1972), «Громобой и Быстроножка» (1974), «Санкция на пике Эйгера» (1975) и «Как ни крути - проиграешь» (1978). Обычно Иствуд избивает героя Уолкотта до крови ближе к концу фильма.
Вот что говорил Уолкотт о своих съёмках в роли злодеев:

Всегда казалось, что кинозлодеи имеют немного больше масштаба [чем положительные персонажи], немного больше яркости, немного больше характера. Это довольно интересно.
Оригинальный текст (англ.)The villains always seemed to have a little more dimension, a little more color, a little more character. It's kind of fun, too.

Одна из последних ролей Уолкотта в кино состоялась в фильме Тима Бёртона «Эд Вуд» в 1994.

## Смерть
Актёр скончался 20 марта 2015 года в Лос-Анджелесе. Похоронен под своим настоящим именем «Бернард Мэттокс» на Oakwood Memorial Park Cemetery рядом со своей женой Барбарой.

## Фильмография
| Год  |   | Русское название                | Оригинальное название      | Роль                         |
| ---- | - | ------------------------------- | -------------------------- | ---------------------------- |
| 1952 | ф | Красное небо Монтаны            | Red Skies of Montana       | Рэнди О'Нил                  |
| 1952 | ф | Поле боя                        | Battle Zone                | Автоматчик                   |
| 1955 | ф | Странная женщина в городе       | Strange Lady in Town       |                              |
| 1955 | ф | Мистер Робертс                  | Mister Roberts             | Патрульный полицейский       |
| 1955 | ф | Техасская леди                  | Texas Lady                 | Джесс Фоули, помощник шерифа |
| 1956 | ф | Стальные джунгли                | The Steel Jungle           | Уивер, охранник              |
| 1958 | ф |                                 | Badman's Country           | Бэт Мастерсон                |
| 1959 | ф | План 9 из открытого космоса     | Plan 9 from Outer Space    | Джефф Трент                  |
| 1961 | ф | Аутсайдер                       | The Outsider               | Сержант Кили                 |
| 1963 | ф | Капитан Ньюмен, доктор медицины | Captain Newman, M.D.       | Капитан Говард               |
| 1967 | ф | Билл Уоллес из Китая            | Bill Wallace of China      | Билл Уоллес                  |
| 1972 | ф | Первоклассный товар             | Prime Cut                  | Винни                        |
| 1972 | ф | Джо Кидд                        | Joe Kidd                   | Митчелл                      |
| 1974 | ф | Шугарлендский экспресс          | The Sugarland Express      | Эрни Мэшбурн                 |
| 1974 | ф | Громобой и Быстроножка          | Thunderbolt and Lightfoot  | Продавец подержанных машин   |
| 1975 | ф | Санкция на пике Эйгера          | The Eiger Sanction         | Поуп                         |
| 1976 | ф | Битва за Мидуэй                 | Midway                     | Эллиотт Бакмастер, капитан   |
| 1978 | ф | Как ни крути - проиграешь       | Every Which Way But Loose  | Патнэм                       |
| 1979 | ф | Норма Рэй                       | Norma Rae                  | Ламар Миллер                 |
| 1987 | ф | Дом 2: Проклятая обитель        | House II: The Second Story | Шериф                        |
| 1994 | ф | Эд Вуд                          | Ed Wood                    | Пекарь                       |